# Battlefield: Bad Company
Pour les articles homonymes, voir Bad Company.
Battlefield: Bad Company est un jeu de tir à la première personne évoluant dans un univers proche du monde réel. Il est conçu pour le jeu solo, mais est jouable en réseau jusqu'à 24 joueurs, en utilisant les modes de connexion propres aux consoles. Contrairement aux Battlefield précédents, le joueur se retrouve dans cette version avec une équipe de soldats un peu tête brûlée, et vous allez faire une découverte qui vous motive plus que le service à la patrie, à savoir des lingots d'or[non neutre]. L'action se déroule dans un contexte de guerre entre les États-Unis d'Amérique et la Russie.

## Scénario
Dans un conflit entre les États-Unis et la Russie sur le sol européen, vous êtes intégré à la compagnie B du 222e Bataillon de l'US Army, surnommée la « Bad Company », où sont envoyés tous les fauteurs de troubles. Vous serez donc envoyé devant la première ligne pour des missions dans lesquelles le haut commandement ne veut pas « abimer » ses vaillants G.I. Enfin, jusqu'à ce que la Bad Company découvre qu'une armée privée, les Légionnaires, qui paye tous ses membres en or, est impliquée dans le conflit. Sans avenir dans l'armée américaine, l'unité décide de déserter et de profiter d'une bonne retraite dorée…

## Système de jeu

### Mode solo
Il consiste en une série de sept missions où le joueur doit remplir les objectifs avec son équipe. Les redéploiements sont autorisés si le joueur vient à mourir. Le jeu se distingue par un doublage en français et un humour réussi de la part des protagonistes.

### Personnages

#### Bad Company (principaux)
- Preston Marlowe : Le joueur. A été transféré dans la Bad Company pour avoir crashé l'hélico qu'il tentait de piloter sur la voiture d'un général.
- Sergent Samuel Redford : Chef de groupe. Il a accepté le commandement de l'escouade pour bénéficier d'une retraite anticipée.
- Terrence Sweetwater : Le technicien et le spécialiste en communications de l'unité. Il s'est retrouvé dans la Bad Company à la suite du virus qu'il a « accidentellement » envoyé infecter le réseau de défense. Il est amoureux de Mike One Juliet.
- Georges Gordon Haggard : L'expert en explosifs. Il a été enrôlé dans la Bad Company pour avoir fait sauter le plus important dépôt de munitions à l'est de Paris

#### Secondaires
- Mike One Juliet : L'opératrice qui transmet les ordres du Commandement à la Bad Company. Elle est consciente des sentiments de Sweetwater vis-à-vis d'elle.
- Zavimir Serdar : Dictateur mégalomane d'un pays fictif du Caucase, le Serdaristan.
- Le Légionnaire : Boss final du jeu et chef des Légionnaires, armée privée qui paye ses membres en or.

### Mode multijoueur (Online)
Le jeu est disponible sur les consoles PlayStation 3 et Xbox 360.
Seul le mode "Gold Rush" (Ruée Vers l'Or en v.f.) a été disponible à la sortie du jeu : une équipe doit défendre des caisses remplies d'or de l'équipe attaquante. Cette dernière a un crédit de redéploiements limité, contrairement à l'équipe défensive. L'attaquant doit exploser chacune des caisses et lutter contre des défenseurs qui réapparaissent autour des caisses visées.
La progression se fait de manière linéaire entre une demi-dizaine de bases constituées de 2 caisses chacune. La linéarité des cartes concentre la progression des équipes et dynamise les parties pour les joueurs de faible expérience. Ce mode est une nouveauté de la série Battlefield, et a été entièrement créé par Dice, développeur du jeu. Ce mode de jeux a par la suite été repris dans Battlefield: Bad Company 2 ainsi que dans Battlefield 3, mais rebaptisé simplement «Rush» (Ruée), car ce ne sont plus des caisses d'or mais des stations de communications (m-com).
Un mode "Conquête", un classique de la série Battlefield, a également été rendu disponible en téléchargement environ 40 jours après la sortie du jeu. Ce mode supprime la linéarité de la progression entre base et n'est applicable qu'à la moitié des cartes, par contre, ce pack gratuit pour tous introduit quatre nouvelle maps (ce qui porte le jeu à 2 modes de jeux et 12 maps multijoueurs). Compte tenu de la conception allongée des terrains de jeu, ce mode rencontre moins de succès dans ce jeu, mais est généralement le mode préféré des joueurs de Battlefield.
Il faut savoir que le jeu en ligne n'est plus disponible sur PS3.

## Critiques
Les critiques sur Battlefield: Bad Company sont relativement positives, notamment grâce à un décor quasi entièrement destructible et à un humour qui sonne juste. Les principales critiques sont les suivantes :
- Eurogamer : 8/10
- Jeuxvideo.com : 16/20
- Gamekult : 8/10
- Jeuxvideo.fr : 5/5

## Moteur de jeu
Le nouveau moteur Frostbite permet une interaction encore plus grande avec le champ de bataille. Les décors sont hautement destructibles, c'est-à-dire que le joueur peut démolir pan de mur par pan de mur les constructions qui l'entourent. Le jeu est rendu, par ce moyen, très interactif et non linéaire, puisque le joueur doit en permanence s'adapter à un environnement qui tombe littéralement en ruine.

## Histoire marketing
Août 2006 : BattleField 2142 n'est pas encore sorti sur PC que déjà un communiqué de presse d'EA et DICE (l'éditeur et le développeur) parle d'un nouveau jeu, basé sur l'univers BattleField, mais d'une part adapté aux console NextGen, et d'autre part avec une mission solo étoffée,.
Février 2007, une nouvelle page de présentation est disponible chez EA. On y trouve la présentation du jeu par une bande annonce vidéo qui laisse augurer l'ambiance "bad boys" du jeu.
Juin 2008, après de nombreuses vidéos dévoilées par EA Games ainsi qu'un report du jeu effectué, une démo est disponible sur le PlayStation Store et sur le Xbox Live Market. Un avant-goût du jeu à télécharger, quelques jours avant sa sortie officielle.

## Version de démonstration
La version de démonstration disponible sur les réseaux Xbox 360 et PlayStation 3 environ 1 mois avant la sortie du jeu a connu un succès d'estime de la part des joueurs, avec la carte Oasis. 
Environ 20 jours après la sortie du jeu, l'éditeur EA a toutefois décidé de restreindre le nombre de serveurs disponibles pour la démo pour pousser les joueurs à l'achat du jeu complet. Le succès de la démo est retensissant: elle est le 8e «jeu» le plus joué de l'année 2008 sur le Xbox Live.

## Micro-transactions et publicité dans le jeu
Quelques mois avant la sortie du jeu, des images et des informations diffusées sur internet laissaient penser que certaines des armes disponibles notamment en mode multijoueurs seraient payantes. 
À la suite du débat soulevé par l'inégalité des rapports de force entre joueurs plus ou moins fortunés, l'éditeur a dans un premier temps indiqué que les armes payantes ne serait pas plus puissantes, avant d'abandonner le projet au profit d'une opération d'inscription au site officiel.
Environ 30 jours après la sortie du jeu, des publicités sont apparues dans le jeu (panneaux d'affichage placés dans les rues) chez les joueurs jouant en ligne, sans qu'il soit fait une mention explicite de la réalité du contenu.
Les panneaux publicitaires sont destructibles comme le reste du décor, et les premières publicités mises à l'affiche disposent d'une palette de couleur conforme au paysage.
Les exemples les plus fréquents sont des publicités pour le site Battlefield.net ou bien des annonces de films (ex.: Prince of Persia, Splice).